# Rodolfo Acosta
Pour les articles homonymes, voir Acosta et Rodolfo Acosta R..
Rodolfo Acosta est un acteur mexicain, né à Chihuahua (Mexique) le 29 juillet 1920 et mort d'un cancer à Woodland Hills (Los Angeles, Californie) le 7 novembre 1974.

## Biographie
Second couteau des westerns hollywoodiens, son physique cruel fait de lui un tueur, un indien féroce ou un policier sadique par excellence.

## Filmographie
- 1946 : Soy un prófugo de Miguel M. Delgado
- 1947 : Dieu est mort (The Fugitive) de John Ford
- 1947 : El gallero ? de Emilio Gómez Muriel
- 1948 : Le Chant de la sirène (El Canto de la sirena) de Norman Foster
- 1948 : Rosenda ? de Julio Bracho
- 1949 : Les Bas-fonds de Mexico (Salon Mexico) d'Emilio Fernández
- 1949 : San Felipe de Jesús de Julio Bracho
- 1949 : La Mal aimée de Emilio Fernández
- 1949 : Prisión de sueños de Víctor Urruchúa
- 1950 : Vuelve Pancho Villa de Miguel Contreras Torres
- 1950 : L'Impasse maudite de Hugo Fregonese
- 1950 : Pancho Villa returns de Miguel Contreras Torres
- 1950 : Quartier interdit (Víctimas del pecado ) de Emilio Fernández
- 1951 : Pecado de Luis César Amadori
- 1951 : La Dame et le Toréador (Bullfighter and the Lady), de Budd Boetticher
- 1951 : Los amantes de Fernando A. Rivero
- 1951 : Islas Marías de Emilio Fernández
- 1951 : La bienamada de Emilio Fernández
- 1951 : El puerto de los siete vicios de Eduardo Ugarte
- 1951 : El billetero de Raphael J. Sevilla
- 1952 : Acapulco de Emilio Fernández
- 1952 : El mar y tú de Emilio Fernández
- 1952 : El dinero no es la vida de José Díaz Morales
- 1952 : Yo soy Mexicano de acá de este lado (ou Linda mujer) de Miguel Contreras Torres
- 1952 : Le Traître du Texas (ou Cavaliers sans gloire) (Horizons West) de Budd Boetticher
- 1952 : Les Boucaniers de la Jamaïque (Yankee Buccaneer) de Frederick de Cordova
- 1953 : Les Rebelles de San Antone (en) (San Antone) de Joseph Kane
- 1953 : Destination Gobi de Robert Wise
- 1953 : La Cité des tueurs (City of Bad Men) de Harmon Jones
- 1953 : Révolte au Mexique (Wings of the Hawk) de Budd Boetticher
- 1953 : Les Révoltés de la Claire-Louise (Appointment in Honduras) de Jacques Tourneur
- 1954 : Hondo, l'homme du désert (Hondo) de John Farrow
- 1954 : Les Gens de la nuit (Night People) de Nunnally Johnson
- 1954 : Llévame en tus brazos de Julio Bracho
- 1954 : L'Aigle solitaire (Drum Beat) de Delmer Daves
- 1955 : Tornade (ou Le Fouet de la vengeance) de Allan Dwan
- 1955 : La Sixième victime (A Life in the Balance) de Harry Horner
- 1955 : La Revanche de Pablito (The Littlest Outlaw) de Roberto Gavaldón
- 1956 : Le Shérif (The Proud Ones) de Robert D. Webb
- 1956 : Bandido caballero (Bandido) de Richard Fleischer
- 1956 : Le Dernier rebelle (El último rebelde) de Miguel Contreras Torres
- 1957 : Femme d'Apache (Trooper Hock) de Charles Marquis Warren
- 1957 : Apache Warrior de Elmo Williams
- 1957 : Tijuana, cité corrompue (The Tijuana Story) de Leslie Kardos
- 1958 : La Fureur des hommes (From Hell to Texas) de Henry Hathaway
- 1959 :  Walk Like a Dragon de James Clavell
- 1960 : L'Étrange destin de Nicky Romano de Philip Leacock
- 1960 : Les Rôdeurs de la plaine (Flaming Star) de Don Siegel
- 1961 : La Vengeance aux deux visages (One-Eyed Jacks) de Marlon Brando
- 1961 : La Coqueluche de l'Arizona (The Second Time around) de Vincent Sherman
- 1961  : Les Cavaliers de l'enfer (Posse from Hell) de Herbert Coleman
- 1962 : La Conquête de l'Ouest (How the West was Won) de John Ford, Henry Hathaway et George Marshall
- 1962 : Segment (The Outlaws) de Henry Hathaway
- 1963 : Sam l'intrépide (Savage Sam) de Norman Tokar
- 1964 : Rio Conchos de Gordon Douglas
- 1964 : La Plus Grande Histoire jamais contée (The Greatest Story ever Told) de George Stevens et David Lean
- 1965 : Les Quatre Fils de Katie Elder (The Sons of Katie Elder) de Henry Hathaway
- 1965 : Río Hondo de Rogelio A. González
- 1965 : La Récompense (The Reward) de Serge Bourguignon
- 1966 : Le Retour des sept (Return of the Seven) de Burt Kennedy
- 1966 : And should we die de Judge Whitaker
- 1967 : La Vallée du mystère (Valley of Mystery) de Józef Lejtes
- 1968 : Impasse de Richard Benedict
- 1969 : La Vengeance du Shérif (Young Billy Young) de Burt Kennedy
- 1970 : L'Insurgé (The Great White Hope) de Martin Ritt
- 1970 : L'Indien (Flap ou The Last Warrior) de Carol Reed
- 1971 : Blood Legacy de Carl Monson